# مجموعه کانتور
مجموعه کانتور در ریاضیات مجموعه‌ای از نقاط است که به روی یک پاره خط واحد که دارای خواص ویژه‌ای است قرار گرفته‌اند. این مجموعه در سال ۱۸۷۴ توسط هنری جان استفن اسمیت شناخته شد و در سال ۱۸۸۳ به وسیله گئورگ کانتور معرفی گردید.

اگر چه خود کانتور مجموعه را به‌طور عمومی و انتزاعی تعریف کرد اما رایج‌ترین و مدرن‌ترین ساختار، مجموعه کانتور سه تایی است که به وسیلهٔ تقسیم پاره خط به سه قسمت و برداشتن قسمت وسط ساخته می‌شود.

## ساختار و فرمول مجموعه سه تایی
مجموعه کانتور سه تایی به این صورت ساخته می‌شود که به‌طور مداوم پاره خط را به سه قسمت تقسیم کرده و قسمت وسط را برداریم. مثلاً درفاصلهٔ [۰٬۱] مرحلهٔ اول برداشتن بازهٔ (۲⁄۳، ۱⁄۳) است که در این صورت
[۱⁄۳، 0] ∪ [1, ۲⁄۳] باقی می‌ماند. در مرحلهٔ بعد این کار بر روی بازه‌های باقی‌مانده تکرار می‌شود. در این جا داریم:

[۱⁄۹، 0] ∪ [۱⁄۳، ۲⁄۹] ∪ [۷⁄۹، ۲⁄۳] ∪ [1, ۸⁄۹]. این روند تا بی‌نهایت ادامه پیدا می‌کند و مجموعهٔ nام برابر می‌شود با:

{\displaystyle C_{n}={\frac {C_{n-1}}{3}}\cup \left({\frac {2}{3}}+{\frac {C_{n-1}}{3}}\right).}

مجموعه کانتور سه تایی تمام نقاط بازهٔ [۰٬۱] که در این روند حذف نشده‌اند را داراست.

۶ مرحلهٔ اول این روند در زیر نشان داده شده‌است:

فرمول دقیق مجموعه کانتور برابر است با:

{\displaystyle C=[0,1]\setminus \bigcup _{m=1}^{\infty }\bigcup _{k=0}^{3^{m-1}-1}\left({\frac {3k+1}{3^{m}}},{\frac {3k+2}{3^{m}}}\right).}

## ترکیب
چون مجموعه کانتور مجموعه‌ای از نقاط تعریف می‌شود مقدار فاصلهٔ واحد باقی‌مانده را می‌توان با کم کردن طول کل پیدا کرد. مجموع یک تصاعد هندسی است.

{\displaystyle \sum _{n=0}^{\infty }{\frac {2^{n}}{3^{n+1}}}={\frac {1}{3}}+{\frac {2}{9}}+{\frac {4}{27}}+{\frac {8}{81}}+\cdots ={\frac {1}{3}}\left({\frac {1}{1-{\frac {2}{3}}}}\right)=1.}

بنابراین مقدار باقی‌مانده برابر است با: 1 – 1 = ۰
این محاسبه نشان می‌دهد که مجموعه کانتور نمی‌تواند هیچ بازه‌ای با طول غیر صفر را در بر بگیرد. در واقع ممکن است عجیب به نظر برسد که چیزی باقی بماند چون مجموع طول بازه‌های حذف شده برابر با طول بازهٔ اصلی است. با این وجود نگاه دقیق تر به روند نشان می‌دهد که باید چیزی باقی‌مانده باشد. از ان جا که برداشتن وسط سه قسمت از مجموعه‌های باز(مجموعه‌ای که نقاط پایانی ان مشخص نیست) انجام می‌گیرد بنابراین با برداشتن پاره خط (۲⁄۳، ۱⁄۳) از بازهٔ [۰٬۱] دو نقطهٔ ۱/۳ و ۲/۳ باقی می‌مانند. باقی مراحل این نقاط پایانی را خارج نمی‌کنند. از انجا که بازه‌های حذف شده همیشه برای بازه‌های باقی‌مانده داخلی هستند بنابراین مجموعه کانتور تهی نیست و در واقع شامل تعداد نامحدود از نقاط است.

ممکن است این‌طور به نظر برسد که فقط نقاط پایانی باقی می‌مانند اما این گونه نیست. برای مثال نقطهٔ ۱/۴ در یک سوم ابتدایی قرار دارد و در مرحلهٔ اول حذف نمی‌شود. در مرحله دوم در یک سوم انتهایی، سپس در یک سوم ابتدایی و به همین ترتیب این روند تا بی‌نهایت بین یک سوم ابتدایی و انتهایی ادامه دارد. از انجا که این عدد هیچ گاه در یک سوم وسط قرار نمی‌گیرد، هیچ وقت حذف نمی‌شود و همچنین هیچ یک از نقاط پایانی یک سوم وسط هم نیست. عدد۳/۱۰ نیز به همین شکل در مجموعه کانتور قرار دارد و جز نقاط پایانی هم نیست.

در کاردینال بیشتر اعضای مجموعه کانتور نقاط پایانی بازه‌های حذف شده نیستند.

## خواص

### کاردینال
می توان نشان داد که به همان تعداد نقطه که در ابتدای کار داشتیم، در پایان فرایند باقی‌مانده، به همین دلیل مجموعه کانتور غیرقابل شمارش است. برای دیدن این نشان می‌دهیم یک تابع fاز مجموعه کانتور c به بازهٔ بستهٔ [0,1] وجود دارد که پوشاست. بنابراین کاردینال c کمتر از کاردینال [0,1] نیست. همچنین از انجا که c زیر مجموعهٔ [0,1] است، کاردینال ان بزرگتر نیست. بنابراین دو کاردینال باید با هم برابر باشند.
برای ساختن این تابع نقاط در بازهٔ [0,1] را در مبنای 3 در نظر بگیرید. به خاطر داشته باشید که برخی از نقاط بیش از یک نمایش پیدا خواهند کرد. به عنوان مثال عدد 1/3 که می‌توان ان را هم به شکل 0.13 و هم به فرم ...0.022223 نوشت , یا 2/3 که هم به شکل 0.23 و هم ...0.122223 نوشته می‌شود. وقتی که ما یک سوم وسط را برمی داریم، این شامل اعدادی در مبنای سه به شکل 0.1xxxxx...3 است که xxxxx...3 اکیداً بین ...000003 و...222223 قرار دارند. بنابراین اعدادی که بعد از مرحلهٔ اول قرار می‌گیرند شامل این موارد هستند:
- اعداد به فرم 0.0xxxxx...3
- 0.13 =1/3= 3....0.22222
- 0.23 =2/3= 3....0.12222
- اعداد به فرم 0.2xxxxx...3

این مطلب را می‌توان به این شکل خلاصه کرد که اعدادی در مبنای سه که اولین رقم بعد از نقطه اعشار آن‌ها 1 نیست ،اعدادی هستند که بعد از مرحلهٔ اول باقی می‌مانند.
مرحلهٔ دوم اعداد به شکل 0.01xxxx...3 و 0.21xxxx...3 حذف می‌شوند(با دقت به نقاط پایانی) و می‌توان به این نتیجه رسید که اعدادی که باقی می‌مانند در مبنای سه هستند که یکی از دو رقم ابتدایی آن‌ها 1 نیست. با ادامه دادن این راه، عددی که در مرحلهٔ nام باقی می‌ماند باید فرمی در مبنای سه داشته باشد که رقم nام ان 1 نباشد. پس یک عدد برای این که در مجموعه کانتور باشد، در هیچ مرحله‌ای نباید حذف شود و یک نمایش عددی تماماً شامل اعداد 0 و 2 داشته باشد. لازم به ذکر است اعدادی مانند 1 و 1/3 = 0.13 و 7/9 = 0.213 که در مجموعه کانتور هستند اعدادی در مبنای سه هستند که تماماً شامل 0 و 2 اند :
1= 3....0.2222 ,
1/3= 3....0.22222 ,
7/9= 3....0.20222 .
حدس زده شده‌است که همه اعداد جبری گنگ، طبیعی هستند. از انجا که اعداد مجموعه کانتور طبیعی نیستند نشان می‌دهد که همه اعضای مجموعه کانتور یا گویا یا غیر جبری‌اند.
تابع از C به [0,1] به وسیلهٔ بردن اعدادی که به‌طور کامل از 0 و 1 تشکیل شده‌اند و جایگزین کردن 1ها به جای تمام 2ها و تفسیر دنباله به عنوان نمایش باینری یک عدد حقیقی تعریف می‌شود. در فرمول ,
{\displaystyle f{\bigg (}\sum _{k=1}^{\infty }a_{k}3^{-k}{\bigg )}=\sum _{k=1}^{\infty }{\frac {a_{k}}{2}}2^{-k}}
برای هر عدد y در بازهٔ [0,1] نمایش دودویی ان می‌تواند با جایگزین کردن 2 به جای تمام 1ها به نمایش در مبنای 3 عدد x در C در بیاید. به این ترتیب f (x) = y و y در برد f قرار می‌گیرد. برای مثال اگر y = 3/5 = 0.100110011001...2 ما می نویسیم x = 0.200220022002...3 = 7/10 . در نتیجه f پوشاست. مقدار( f (x برای دو نقطه پایانی یک سوم وسط که برداشته می‌شود مساوی است. مثلاً 7/9= 3....0.20222 و 8/9= 3....0.220000 می‌بینیم (f (7/9) = 0.101111...2 = 0.112 = f (8/9.
بنابراین به همان تعداد که عدد در بازهٔ [0,1] است در مجموعه کانتور هم هست و مجموعه کانتور غیرقابل شمارش است. چون مجموعه نقاط پایانی بازه‌های حذف شده قابل شمارش است پس باید تعداد غیرقابل شمارش عدد در مجموعه کانتور وجود داشته باشد که نقاط پایانی نیستند. همانطور که در بالا ذکر شد یک مثال از چنین عددی 1/4 می‌باشد که می‌شود در مبنای 3 به این شکل نوشته شود
3....0.020202020
مجموعه کانتور از هر بازه‌ای که گرفته شده به تعداد همان بازه نقطه دارد و خودش هیچ بازه‌ای با طول غیر صفر را در بر نمی‌گیرد. اعداد گنگ همین ویژگی را دارند اما مجموعه کانتور ویژگی اضافهٔ بسته بودن را نیز داراست بنابراین بر خلاف اعداد گنگ در هیچ بازه‌ای متراکم نیست.

## خودمتشابه
مجموعه کانتور نمونه‌ای فرکتال است. این مجموعه خودهمانند است چون با دو کپی از خود یکسان است . به‌طور دقیقتر دو تابع وجود دارد , تغییر دهندهٔ چپ و راست. {\displaystyle T_{L}(x)=x/3} و {\displaystyle T_{R}(x)=(2+x)/3} , که باعث می‌شود مجموعه کانتور ویژگی هم‌ریختی داشته باشد {\displaystyle T_{L}(C)\cong T_{R}(C)\cong C} .
تکرار {\displaystyle T_{L}} و {\displaystyle T_{R}} می‌تواند به شکل درخت دودویی نامحدود مشاهده شود. هر گرهٔ درخت می‌تواند به عنوان زیر درخت برای یک گرهٔ چپ یا راست در نظر گرفته شود. مجموعه {\displaystyle \{T_{L},T_{R}\}} با هم با ترکیب تابع به شکل یک مونوئید دوتایی است. automorphisms درخت دودویی چرخش‌های یایپربولیک ان است. بنابراین مجموعه کانتور یک فضای همگن است به این معنا که برای هر دو نقطهٔ {\displaystyle x} و {\displaystyle y} در مجموعه کانتور {\displaystyle C} یک هم ریختی {\displaystyle h:C\to C} with {\displaystyle h(x)=y} وجود دارد. بعد هاسدورف مجموعه کانتور برابر با (ln(2)/ln(3) = log3(2 است.

## خواص توپولوژیکی و تحلیلی
با توجه به گفته‌های بالا مجموعه کانتور غیرقابل شمارش است اما اندازه لبسگ ۰ دارد. از آنجا که مجموعه کانتور مکمل اجتماع از مجموعه‌های باز است، خودش یک زیر مجموعه بسته از حقیقی‌ها و در نتیجه یک فضای متریک کامل است. همچنین از انجا که کاملاً محدود به فضاست طبق  قضیه هاینه بورل یک مجموعه فشرده است.
برای هر نقطه در مجموعه کانتور و هر همسایگی دلخواه نقطه، اعداد دیگری در مبنای ۳ وجود دارند. از این رو هر نقطه در مجموعه کانتور یک نقطهٔ حدی (یا نقطهٔ تجمعی) است، اما هیچ‌یک نقطهٔ داخلی نیستند. مجموعهٔ بسته‌ای که تمام نقاط ان نقطهٔ حدی است در توپولوژی مجموعهٔ کامل نامیده می‌شود و زیر مجموعه‌ای بسته از یک بازه بدون هیچ نقطهٔ داخلی در هیچ جای مجموعه چگال نیست.
هر نقطه در مجموعهٔ کانتور یک نقطهٔ حدی در مکمل مجموعهٔ کانتور است.